# Semotrachia euzyga
Semotrachia euzyga är en snäckart som först beskrevs av Tate 1894.  Semotrachia euzyga ingår i släktet Semotrachia och familjen Camaenidae. IUCN kategoriserar arten globalt som sårbar. Inga underarter finns listade i Catalogue of Life.